# Eduardo González Chávez
 Eduardo Martín González Chávez (9 de septiembre de 1962) es un administrador público, funcionario, periodista y político peruano. Fue desde el 18 de noviembre de 2020 hasta el 28 de julio de 2021 ministro de Transportes y Comunicaciones de Perú durante el gobierno de Francisco Sagasti.

## Biografía
Es licenciado en periodismo por la Universidad Jaime Bausate y Meza. Cuenta con estudios de maestría en Gerencia Pública de la Universidad Nacional de Ingeniería (UNI).

## Vida política
Fue Viceministro de Transportes en el 2020 y ha sido miembro de la Comisión Organizadora de los Juegos Panamericanos y Parapanamericanos "Lima 2019". 
Desde 2000 hasta 2016 fue asesor en el Congreso de la República.
Entre 2016 y 2017 fue Jefe del Gabinete de Asesores del Ministerio de Vivienda, Construcción y Saneamiento. En 2018 pasó como Jefe de Gabinete al Ministerio de Transportes y Comunicaciones hasta 2019.
El 1 de octubre de 2019, fue designado Jefe del Gabinete de Asesores de la Presidencia del Consejo de Ministros por el ministro Vicente Zeballos, cargo que ocupó hasta julio de 2020.
En julio de 2020 fue designado Jefe del Gabinete de Asesores del Ministerio de Transportes y Comunicaciones por el ministro Carlos Estremadoyro, cargo en el que permaneció hasta noviembre de 2020. Como tal, estuvo encargado del Viceministerio de Transportes entre agosto y noviembre de 2020.